# 張璠 (正德丁卯舉人)
張璠（15世紀—16世紀），字良玉，南直隸應天府溧水縣人，明朝政治人物。

## 生平
張璠個性剛正，疾惡如仇，人不敢干以私，是正德二年（1507年）丁卯科應天鄉試第六十九名舉人，授華容知縣，徵收賦稅總會親自驗收，負擔者魚貫進入不須等候，胥吏不敢從中作梗，人民稱便，因父母去世回鄉，服闋後起為臨湘知縣，設法儲備糧食，讓罰贖者能用粟抵罪，使米價衡平，嘉靖十年（1531年）調鍾祥知縣，以忤逆權貴罷官回鄉。

## 引用
1. 1 2  光緒《溧水縣志·卷九·選舉志》：正德……張璠 丁卯（舉人），湖廣華容縣知縣
2. ↑  乾隆《岳州府志·卷二十·名宦》：張璠，字良玉，溧水人，由舉人嘉靖間知華容縣，性方直，人莫敢干以私，凡米粟徵收坐倉點驗，負擔者魚貫而進，次第受之無守候，胥吏不敢為奸，民稱便之，以憂去。起補臨湘，時各里預備倉久空乏，璠多方設法，兼令罰贖者得以粟抵，行之一暮廩有餘積，平糶賑貸咸賴焉，後調劇鍾祥，忤長官歸。
3. ↑  乾隆《華容縣志·卷五·官師志》：張璠，字良玉，應天溧水人，鄉貢，性剛正疾惡，人不敢干以私，歲餘以憂去，璠為政得收粟法，與民約期會，自縣倉至五六里外負擔，以魚貫入躬坐倉門次第收受之，糧長胥吏不得高下手，至今誦焉。
4. ↑  同治《臨湘縣志·卷九·秩官志》：張璠，字良玉，江南溧水舉人，嘉靖間知華容縣，性方直，人莫敢干以私，凡徵收皆親自點驗次第受之，民無守候，胥役不敢為奸，以憂去，起補臨湘，時各里預備倉久空乏，璠多方設法，兼令罰贖者得以粟抵，行之一期廩有餘積，後調鍾祥，忤時貴歸。